# شارلوت بویل (شناگر)
شارلوت بویل (به انگلیسی: Charlotte Boyle) (زادهٔ ۲۰ اوت ۱۸۹۹) شناگر اهل ایالات متحده آمریکا است.